# Ernst Laas
Ernst Laas (Fürstenwalde, Brandeburgo, Prusia, 16 de junio de 1837-Estrasburgo, Alemania (ahora Francia), 25 de julio de 1885) fue un filósofo alemán. Estudió teología y filosofía en Friedrich Adolf Trendelenburg en Berlín, y eventualmente se convirtió en profesor de Filosofía en la nueva Universidad de Estrasburgo. En su Analogien der Erfahrung (1876) que criticó agudamente el trascendentalismo de Kant, y en Positivismus Idealismus su obra principal, señala un claro contraste entre el platonismo, del que deriva el trascendentalismo, y el positivismo, del que considera Protágoras, el fundador. Laas, en realidad, era un seguidor del pensamiento de David Hume. A lo largo de su filosofía se esfuerza por conectar la metafísica con la ética y la teoría de la educación.